# Марокко на зимових Олімпійських іграх 1984
Марокко на зимових Олімпійських іграх 1984 було представлене 4 спортсменами в 1 виді спорту. Збірна не завоювала жодної медалі.
| Спортсмен           | Вид                | 1 гонка | 2 гонка | Разом   | Номер |
| ------------------- | ------------------ | ------- | ------- | ------- | ----- |
| Ахмад Уачіт         | Слалом             | 1.13,04 | 1.10,34 | 2.23,38 | 38    |
| Ахмад Уачіт         | Гігантський слалом | 1.45,17 | 1.56,94 | 3.42,11 | 64    |
| Ахмед Аіт Мулай     | Слалом             | 1.24,80 | 1.18,45 | 2.43,25 | 44    |
| Ахмед Аіт Мулай     | Гігантський слалом | 1.54,54 | 2.03,41 | 3.57,95 | 73    |
| Брахім Аіт Сибрахім | Слалом             | 1.18,19 | н/ф     | -       | -     |
| Брахім Аіт Сибрахім | Гігантський слалом | 1.56,32 | н/ф     | -       | -     |
| Хамід Ужебатт       | Гігантський слалом | 1.58,13 | 2.08,56 | 4.06,69 | 76    |